# 나림불루
나림불루(納林布祿, 혹은 那林孛羅, ᠨᠠᡵᡳᠮᠪᡠᠯᡠ Narimbulu, ?-1609)는 여허나라씨(葉赫那拉氏)로 여허(Yehe, 葉赫) 동성버일러(東城貝勒)이다. 양기누(Yangginu, 楊吉砮)의 아들이다.

## 생애
만력(萬曆) 12년(1584), 여허버일러 칭기야누(Cinggiyanu, 淸佳砮)와 양기누가 이성량(李成梁)에게 살해된 이후, 두 사람의 아들 부자이(Bujai, 布寨)와 나림불루가 각각 즉위하였다. 이들은 잔여 부락을 모으고 미리 하다(哈達)에게 보복할 계책을 세웠다. 나림불루는 몽골 이아등(以兒鄧)과 연합하여 위원보(威遠堡)를 공격하였고, 황홀태(恍惚太)와 연합하여 하다부 다이샨(Daišan, 歹商)을 공격하였다. 이때 마침 하다 내부에는 수장 자리를 둘러싸고 내란이 일어났다. 부자이와 나림불루는 상황을 이용하여 하다를 침략하여 왕타이(王台)의 아들 캉구루(康古魯)를 잡았고, 나림불루 역시 기회를 이용하여 명(明)에게 더 많은 칙서를 요구하였다.
만력 16년(1588) 음2월, 요동순무(遼東巡撫) 고양겸(顧養謙)은 이성량이 명군을 통솔하여 여허를 정벌하게 할 것을 결정하였다. 명군이 다가오자, 부자이는 서성(西城)을 버리고 나림불루에게 투항하려고 가는 도중 명군과 조우하여 교전을 벌였다. 이에 따라 여허 군대는 동성(東城)으로 후퇴하였다. 여허성(葉赫城)은 매우 견고하였고 명군은 2일동안 공격하였지만 함락시킬 수 없었다. 이에 이성량은 거포(巨砲)를 이용하여 성을 공격하였고, 마침내 빈틈을 공략하였다. 명군은 수레에 운제(雲梯)를 실어 세우고 거포를 운제 위에 두어, 마침내 여허 내성(內城)과 고도가 같아졌다. 부자이와 나림불루는 공황에 빠졌고 이에 성을 나가 항복을 요청하였으며, 아울러 혼자서 칙서를 독점하는 것을 포기하고 하다부와 칙서를 나누고 명조에 입공(入貢)하는 것을 요구하였다. 이성량은 곧바로 군대를 포기하고 명조는 이성량에게 칙서 499도(道)를 주었다. 음9월, 나림불루는 누이 몽고저저(Monggojeje, 孟古哲哲)를 건주여진(建州女眞) 누르하치(Nurhaci, 努爾哈赤)에게 시집보냈다.
만력 19년(1591), 나림불루는 2차례에 걸쳐 건주여진 누르하치에게 사신을 보내어 토지를 요구하였지만 거절당하였고, 오히려 비웃음을 당하였다. 만력 21년(1593), 훌룬 구룬(Hūlun gurun, 扈倫國) 네 부락이 군대를 합쳐 건주의 후부차채(胡卜察寨)를 공격하였다. 음6월, 여허 소재의 해서여진(海西女眞) 네 부락 울라(Ula, 烏拉), 하다(Hada, 哈達), 여허(Yehe, 葉赫), 호이파(輝發, Hoifa)는 몽골 코르친(Qorcin, 科爾沁), 시버(Sibe, 席北 혹은 錫伯), 구왈차(Gūwalca, 卦爾察 혹은 卦勒察) 세 부락, 골민 샹기얀 알린(長白山) 주셔리(Jušeri, 朱舍里)와 너연(Neyen, 訥殷) 두 로(路), 총합 아홉 부락이 연합하였고, 부자이와 나림불루를 맹주로 하여 건주를 공격하였다.(구러산 전투) 부자이와 나림불루는 친히 여허군을 이끌고 허지거성(Hejige hoton, 赫濟格城)을 공격하였고, 양측은 서로 다쳤지만, 성지는 함락되지 않았다. 누르하치는 대장 어이두(Eidu, 額亦都)에게 정예기병 수백 명을 이끌고 여허군을 구러산으로 유인하여 성의 포위를 풀게 하였고, 또한 건주군이 구러산에서 매복 공격 준비를 하게 하였다. 부자이와 나림불루는 계략을 몰랐고 거짓 후퇴하는 어이두를 추격하여 구러산 뒤로 왔다가 매복 공격을 당하였다. 부자이는 곤목(滾木, 성 위에서 아래로 던져 성벽을 기어오르는 군대를 저지하는 통나무)에 맞아 말 아래로 굴러 떨어졌고, 건주 군사 오담(吳談)은 기회를 이용하여 부자이를 죽였다. 연합 군대는 주장을 잃자 일시에 혼란에 빠졌고, 건주군은 기세를 틈타 기습을 가하여, 일거에 구부 연합군을 격파하였다. 나림불루는 혼란에 빠져 여허로 후퇴하였다.
만력 37년(1609) 나림불루는 병으로 사망하였다. 동생 긴타이시(金台石)가 뒤를 이어 즉위하였다.

## 참고문헌
1. ↑  佚名; 中华书局编 (1986). 《《满洲实录·卷2》》. 中华书局. 84쪽.

- 赵尔巽等. “《清史稿·列传十》”. 2011년 6월 9일에 원본 문서에서 보존된 문서. 2012년 1월 6일에 확인함.

## 가족
- 시조 : 싱건다르한(星懇達爾漢, 혹은 勝根打喇漢, 打葉)
  - 증조 : 추쿵거(祝孔革, 혹은 褚孔格, 杵孔格), 싱건다르한의 증손자
    - 조부 : 타이추(太杵, 혹은 台坦柱)
      - 백부 : 칭기야누(淸佳砮)
        - 사촌 : 부자이(布寨)

      - 부친 : 양기누(楊吉砮, 혹은 養汲努)
        - 형제 : 긴타이시(金台石), 사이비투(Saibitu, 賽碧圖, 혹은 賽必圖)[1], 아산(Asan, 阿山)[2] 등
        - 여동생 : 몽고저저(Monggojeje, 孟古哲哲) : 훗날 효자고황후(孝慈高皇后)